# Rupie del África Oriental Alemana
La rupia (en alemán: Rupie) fue la moneda del África Oriental Alemana acuñada entre 1890 y 1916, aunque circuló también en Tanganika, después que cayera en manos de los británicos.

## Historia
La rupia india era la moneda frecuentemente utilizada a lo largo de la costa del África oriental en la segunda mitad del siglo XIX, donde había logrado desplazar al dólar, así como el tálero de María Teresa. La Compañía del África Oriental Alemana adquirió el derecho de acuñar moneda en 1890 y emitió rupias, que poseían paridad con la rupia india y el ryal zanzibarí. La compañía mantuvo sus derechos para la acuñación de monedas, incluso después de la toma de posesión del África Oriental Alemana por el gobierno teutón más adelante. En 1904 el gobierno alemán se hizo cargo de la emisión de la moneda y estableció el Banco Ostafrikanische.
La rupia fue inicialmente equivalente a la rupia india. Hasta 1904, se subdividía en 64 Pesa (equivalente a la "pice" o "pesa" indio). La moneda fue decimalizada el 28 de febrero de 1904, quedando la rupia subdividida en cien "heller". Al mismo tiempo, se creó una tasa de cambio fija en 15 rupias = 20 marcos alemanes.
En 1915 y 1916, una serie de billetes de emergencia fueron emitidas. En 1916 se emitieron las últimas monedas de oro, incluyendo las de 15 rupias que contenía una cantidad equivalente de oro que las de 20 marcos alemanes. Más tarde, en 1916, África Oriental Alemana fue ocupada por las fuerzas británicas y belgas. En Tanganyika, la rupia circuló junto con la Rupia de África del Este (con paridad cambiaria) hasta 1920, hasta que ambas divisas fueron sustituidas por el florín de África del Este a la par. En Burundi y Ruanda, el franco del Congo Belga sustituyó a la Rupie en 1916.
Durante la I Guerra Mundial, el oro de la mina de Sekenke fue utilizado con el fin de acuñar monedas para pagar a las tropas alemanas, que luchaban contra las fuerzas aliadas en el Congo Belga.

## Billetes
En el año 1905 el "Deutsch-Ostafrikanische Bank" imprimió billetes con los siguientes valores: 5, 10, 50, 100 y 500 rupias. En 1915 se emitió una serie de papel moneda de emergencia, debido a la desesperada situación que imperaba en el África Oriental Alemana debido a la I Guerra Mundial, que poseía estos valores: 1, 5, 10, 20, 50 y 200 rupias.

## Monedas
En 1890, fueron emitidas monedas de 1 pesa en cobre y de 1 rupia en plata, éstas fueron seguidas al año siguiente por los valores de ¼ y ½ rupia también emitidas en plata, en 1893 se acuñaron monedas de 2 rupias con el mismo metal precioso que las monedas anteriormente mencionadas. Las monedas de plata fueron acuñadas con el mismo peso que las de la rupia india.
Como consecuencia de la decimalización, en 1904 se acuñaron monedas de ½ y 1 heller en bronce, fueron seguidas por las de 5 heller (emitidas en el mismo metal que las anteriores y con una perforación en el centro), en 1908 se agregaron las monedas de 10 heller acuñadas en cuproníquel. En 1913, las monedas de 5 heller comenzaron a producirse en cuproníquel, conservando la perforación. En 1916 fueron acuñadas, en latón, monedas de 5 y 20 heller, junto con las piezas de 15 rupias, estas últimas hechas con oro.